# فابیو گروسو
فابیو گروسو (به ایتالیایی: Fabio Grosso) (متولد ۲۸ نوامبر ۱۹۷۷) بازیکن سابق و سرمربی کنونی فوتبال اهل ایتالیا است. 
گروسو سابقهٔ بازی در تیم‌های مشهور اینتر میلان و المپیک لیون را داشت. وی در سال ۲۰۰۹ به تیم یوونتوس پیوست.
او گل اول ایتالیا مقابل آلمان در جام جهانی ۲۰۰۶ را به ثمر رساند و ایتالیا توانست این بازی را ۲ بر ۰ پیروز شود و به فینال راه یابد که در آن سال، تیم ملی ایتالیا برای چهارمین بار قهرمان جام جهانی فوتبال شد. 